# خدمات درآمد داخلی
خدمات درآمد داخلی (انگلیسی: Internal Revenue Service) سازمان دولتی و اداره زیرمجموعه وزارت خزانه‌داری ایالات متحده آمریکا است، که وظیفه خدمات درآمد (جمع‌آوری مالیات) را در حکومت فدرال ایالات متحده آمریکا برعهده دارد.